# Boots
Boots är en brittisk apoteks- och detaljhandelskedja. Företaget har en omsättning på drygt 5 miljarder pund och har haft en vinst före skatt på omkring 500 miljoner pund under 2000-talet.
Företaget grundades i Nottingham av John Boot 1849 och utvecklades till en nationell kedja under hans son Jesse Boot. Under 1990-talet breddade företaget sitt utbud från att tidigare ha varit enbart inriktat på apoteksvaror. 
Företagets har gjort internationella satsningar både under 1930-talet och 1990-talet. Företaget lämnade de länder där det etablerat sig på 1930-talet (bl.a. Nya Zeeland, Frankrike och Kanada) under 1980-talet. Även satsningen under 1990-talet var mindre lyckad och det är enbart på Irland som företaget numera har en egen verksamhet liknande den i Storbritannien.

## Boots i Norden

### Norge
2008 öppnade Boots apotek i Norge under namnet Boots Apotek. Man driver 159 apotek.

### Sverige
2011 öppnade Boots åtta apotek i Sverige av etthundra planerade. Ett år senare drog Boots tillbaka sin Sverigesatsning och flera av apoteken hade gått i konkurs. De två kvarvarande apotek som inte stängdes drevs vidare under några år.